# ラエル
ラエル（Raël）ことクロード・モーリス・マルセル・ボリロン（Claude Maurice Marcel Vorilhon、 1946年9月30日 - ）は、フランスのスポーツ・ジャーナリストであり、世界的なUFO宗教であるラエリアン・ムーブメント（ラエリズム）の創設者である。
ラエリズムを創始する前には、本名のクロード・ボリロンの名前でスポーツカー・ジャーナリストをしていた。1973年12月13日にエロヒムと名乗る宇宙人と出会ったことがきっかけでラエリアン・ムーブメントを創始し、「ラエル」と名乗り始めた。その後、「ヤハウェ」と呼ばれる存在との出会いを詳述した本を出版した。それ以来30年以上にわたり、ラエリズムに関する著書を多数執筆し、そのプロモーションのために世界各地を訪れている。

## 若年期
ボリロンはフランス・アリエ県ヴィシーで1946年9月30日に生まれた。母方の祖母のいるアンベールで育ったが、その祖母は無神論者だった。ボリロンの父はユダヤ人で、母は「敬虔な無神論者」だった。ボリロンはル・ピュイ＝アン＝ヴレのカトリック寄宿学校に入学したが、洗礼を受けずにコミュニオンに参加したことが大問題となった。両親はボリロンを寄宿学校から退学させ、アンベールの寄宿学校に入学させた。後にボリロンは、ユグノーの子孫が教会から賠償金を受け取ることを提唱した。
ボリロンは15歳の時に寄宿学校から逃げ出し、ヒッチハイクでパリに向かって、そこで3年間、路上やカフェ、キャバレーなどで音楽を演奏して生活していた。ラジオ・ディレクター、ルシアン・モリスにスカウトされてプロの歌手となり、ラジオで人気が出た。ボリロンは「クロード・セラー」(Claude Celler)の名前でシングルを6枚リリースした。ボリロンはベルギーの歌手ジャック・ブレルの歌に憧れ、ブレルの歌い方を真似ていた。ボリロンは、子供のころからの夢だったレーシングカーを買うためにお金を貯めていたが、1970年9月にモリスが自殺し、歌手としての道が突然閉ざされた。
ボリロンは、カーレースの世界に近づくため、スポーツジャーナリストとして働くことを決めた。ボリロンは看護師のマリー＝ポール・クリスティーニ(Marie-Paul Cristini)と出会い、2人はクレルモン＝フェランに移り住んだ。ボリロンは自分の出版社を立ち上げ、1971年5月にスポーツカー雑誌『オートポップ』を創刊した。『オートポップ』誌における新しい自動車のテストドライバーはボリロン自らが務め、それによってボリロンはカーレースの世界に入ることができた。

## ラエリアン・ムーブメント
著書"Le Livre qui dit la vérité"（『真実を告げる書』）によれば、ボリロンは1973年12月13日に、フランス中部のクレルモン＝フェラン近くにある火山のクレーターで初めて宇宙人と出会った。空飛ぶ円盤からエロヒムを名乗る異星人が現れ、フランス語で「ボリロンに会うためだけに（地球に）やって来た」と述べた。ラエルはこの異星人からメッセージを与えられ、このメッセージを地球人に伝えることがお前の使命だと告げられたという。この際、「エロヒムのメッセンジャー」を意味する「ラエル」と名づけられた。
この本によれば、2万5千年の高度な科学的進歩を遂げた異星人の科学者たちが地球に来て、地球上の全ての生物をDNA操作によって創造したという。この科学者たちは、「空から来た者たち」を意味する「エロヒム」と呼ばれていた。これまでに約40人の預言者がエロヒムから地球に遣わされたが、彼らのメッセージは人間によって歪められた。
ラエルは、この異星人たちが地球に戻ってきたときのために、中立地に異星人の居住用の大使館を建設し、人類の起源を世界に知らせる使命を与えられたと述べた。彼は、聖書などの聖典を新しい解釈をすることで、様々な謎が説明されたと述べた。ラエルは、1975年10月7日にエロヒムの1人とコンタクトし、別の惑星に連れていかれてブッダ、モーセ、イエス、ムハンマドと出会ったと述べた。2冊目の著書"Les extra-terrestres m'ont emmené sur leur planète"（『不死の惑星への旅』）では、この時に出会った聖人たちから受けた教えについて述べている。
1974年、ラエルは『オートポップ』誌の休刊を決め、同年9月に最終刊の34号が発行された。これ以降、ラエルはエロヒムから受けたメッセージを広めるための活動に専念した。最初の公開会議の直後、ラエルはMADECHを設立した。これは、ラエルの活動を支援する人々の集まりで、後に国際ラエリアン・ムーブメントとなった。

## 科学技術に関する主張
ラエルは、人類は働く必要のない、職業を持たない社会へ徐々に移行しつつあると考えている。これは人類の技術進歩によるものであり、人間は「働くように作られてない」からである。ラエルは、仕事は機械のためにあるのであり、一方で人間は創造し、考え、自らを豊かにするように作られていると述べている。
2001年の著書"Yes to Human Cloning"に、未来の科学技術に関するラエルの主張が多く書かれている。ラエルは、遺伝性疾患を回避し、社会の経済的負担を軽減できるとして、ヒトの遺伝的強化を支持している。ラエルは、特定の人種や宗教を特に区別する必要はないと述べた。また、ナノテクノロジーによって、マイクロ分散発電（各家に発電所がある）や生体ロボットが可能になり、肉やサラダが機械で分子レベルで作れるようになると予想した。
ラエルは、遺伝子組換え食品が世界の飢餓をなくすための唯一の方法であると主張している。ラエルの著書『不死の惑星への旅』には、ナノテクノロジーによって植物の色を自在に変えることが可能になり、連れていかれた異星で、音楽に合わせて揺れたり色が変わったりする花を見せられたと書かれている。

## 批判と論争

### 盗作疑惑・類似性
元ラエリアンの中には、ボリロン（ラエル）の著作は盗作であると非難する者もいる。化学教育、無限、天才政治など、ラエルがよく主張する概念は、フランスの作家ジャン・センディの著書の中に全て含まれている。また、ラエルの著書『官能瞑想』の大部分は、ホセ・シルバが開発したシルバメソッドに由来すると主張されている。
ボリロンとラエリアン・ムーブメントに関して10年以上研究したメアリー・ペロキンは、著書"Raël, Voleur d'âmes : Biographie d'un menteur"（魂泥棒ラエル: 噓つきの伝記）の中で、研究成果を示して、ラエルが1950年代から1970年代初頭にかけて、ジャン・センディ、ブリンズリー・ルポア・トレンチ、ロベール・シャルーなどのUFOや古代宇宙飛行士説に関する著書のコンセプトを盗み取ったと主張した。ペロキンの著書では、ラエルの『ETとの遭遇』における対話が、ジョージ・アダムスキーによる1952年12月13日に宇宙人とコンタクトしたときの対話と酷似していることが示されている。
また、ラエルの主張の多くは、アメリカに進出したインド人グルのバグワン・シュリ・ラジニーシ（Osho）のものとも酷似しているという指摘もある。

### メディアへの出演
1992年、ラエルはジャーナリストのクリストフ・デシャヴァンヌが司会のフランスのトーク番組"Ciel, mon mardi !"に出演した。番組の中では、神父、ソーシャルワーカー、心理学者がラエルの性的自由主義を批評した。元ラエリアンのジャン・パラガは、自身の妻子が囚人のように扱われ、ラエルにより家族が崩壊させられたと考えていた。パラガには麻薬密売や車泥棒の前科もあり、1992年8月にはラエルの射殺を計画していた。この番組に対し、世界中のラエリアンが抗議を寄せた。デシャヴァンヌは、これはラエルが「暴力の扇動」をしたとして、ラエルを提訴した。裁判所の和解により、ラエルは、テレビ局が公式に謝罪すれば、ラエリアンに対し抗議を止めるよう求めることに同意した。
2004年、ラエルはギー・A・ルパージュが司会のトーク番組"Tout le monde en parle"のケベック版の第1回に出演した。ラエルの民主主義やクローンに関する発言に対し、パネルメンバーの風刺画家セルジュ・シャプローがラエルを侮辱して首根っこをつかみ、ラエルは弟子たちと共に収録会場を去った。また、番組のゲストのケベック州議会議員ポーリーヌ・マロワ（後のケベック州首相）がラエルを「非常識」と呼んだことに対し、ラエリアン・ムーブメントは謝罪を求めたが、マロワは拒否した。
ジャーナリストのステファン・バイラルジョンは、モントリオールの日刊紙『ル・ドゥヴォワール』において、ラエリアン・ムーブメントは小児性愛者を擁護しており、「グル」は幼い女の子が好きだとある元ラエリアンが述べたと書いたことで、ラエルから訴えられた。交渉の末、同紙は、この告発は不当な中傷であり、ラエリアン・ムーブメントは常に小児性愛を非難してきたとするラエルからの書簡を掲載した。

### 訴訟
1991年、ラエルはフランスのジャーナリスト、ジャン＝イヴ・カシュガを名誉毀損で訴えた。ラエルは敗訴し、訴訟費用の支払いを命じられたが、支払いをしないまま、ラエルはカナダに移住した。
フラマリオンのジャーナリスト、ジャック・コッタとパスカル・マルタンが、その著書の中でラエルの著作物を歪曲して引用したとして提訴され、1994年9月2日にパリ高等法院で、1996年10月1日にパリ控訴裁判所で有罪判決を受けた。2人は、賠償金1万フラン、訴訟費用1万3千フランの支払いと、当該書籍の既に印刷した版には訂正のステッカーを貼ること、以降の版には当該の記述を掲載しないことを命じられた。
ミリアム・アッサンは、「ラエルは汚職によりしばしば判決を受けた」と著書で主張したことにより、名誉毀損で訴えられた。アッサンは敗訴し、名誉毀損1件につき300フランと訴訟費用5千フランの支払い、および判決文を新聞に掲載することが命じられた。
1994年12月13日、『ル・メーヌ・リブレ』紙のジェラール・ショルは、ラエリアン・ムーブメントが麻薬取引、売春、武器取引、ポルノビデオの販売から資金を得ていると主張したため名誉毀損で提訴され、ル・マン高等法院から有罪判決を受けた。ショルは賠償金1フランと訴訟費用3千フランの支払いを命じられ、ル・メーヌ・リブレ紙に判決文を掲載した。
2003年、『ル・ドロワ』紙の同年1月23日のコラムにおける名誉毀損で、ラエルは同紙とコラムニスト、デニス・グラットンを提訴し、8万5千ドルの損害賠償を求めた。ラエルは敗訴し、2006年6月21日、ケベック高等裁判所は訴訟費用の支払いをラエルに命じた。

### 政府の対応
2003年、韓国の入国管理局は、クローンエイド社との関わりを問題視して、ラエルの入国を拒否した。韓国国内で予定されていたセミナーは予定通り行われ、ラエルはオンラインで出演し、セミナーに参加した韓国のラエリアンに対して、保健福祉部（厚生省）の庁舎前で抗議活動をするように指示した。
2007年2月、スイスの葡萄農家とともに商業活動を始めようとしていたラエルは、政府当局からスイス・ヴァレー州での居住を拒否された。ラエルが提唱する性的自由や、性的快楽を得る方法の子供への教育の推進が公共的価値を脅かす危険性があると判断されたためと、スイスではヒトのクローン作製が禁止されており、ラエルがクローンエイド社と関係があることが問題視されたためである。ラエルは、EUの裁判所への提訴を検討すると述べた。

## 結婚
ラエルは生涯に3回結婚している。
最初の妻は看護師のマリー＝ポール・クリスティーニ(Marie-Paul Cristini)である。社会学者のスーザン・J・パーマーによれば、1987年にラエルがマリーの家の前に現れたとき、マリーはラエルがうつ病であると診断したという。
1980年代にラエルは日本で精力的に活動し、1987年に日本人女性の砂川リサと出会った。リサはすぐに、世界各地を旅するラエルに同行するようになった。1990年のカナダ放送協会のドキュメンタリー番組"They're Coming!"では、ラエルが4人の女性と一緒にいる姿が映し出され、リサはラエルと手をつないでいる。ラエルは1990年から1992年の間にリサと別れた。
3人目の妻は、母と祖母がラエリアン（ラエリアン・ムーブメントの信者）だったソフィー・ド・ニヴェルヴィル(Sophie de Niverville)である。ソフィーは15歳の時にラエリズムに入信し、翌年にはモントリオールの市役所でラエルと結婚した。その後離婚したが同居は続けており、2001年12月のパーマーとのインタビューで、ソフィーはラエルについて肯定的に述べた。

## レーサーとしてのキャリア
1994年、日本人のラエリアンがラエルにレーシングカーを提供した。ラエルがレースに出れば、ラエリアン・ムーブメントの宣伝になると考えたためである。ラエルは1990年代から2000年代初頭にかけてカーレースに出場したが、そのための資金のほとんどはヨーロッパや日本のラエリアンからのものだった。1997年のライム・ロック・パークで行われたGT1レースで3位に入賞、1999年のワトキンズ・グレン・インターナショナルで行われたFIA GT選手権第9戦で7位に入賞している。パーマーによれば、ラエルは2001年11月にカーレースからの引退を表明したが、それ以降もカーレースのビデオゲームを楽しんでいるという。
| ラウンド | 開催日        | 車両     | スタート | フィニッシュ | ラップ  | 会場                                         | 出典           |
| -------- | ------------- | -------- | -------- | ------------ | ------- | -------------------------------------------- | -------------- |
| 2        | 1999年5月23日 | シボレー | 21位     | 19位         | 35/40周 | モスポート・インターナショナル・レースウェイ | Motorsport.com |

| ラウンド | 開催日         | 車両               | スタート | フィニッシュ | ラップ  | 会場                                         | 出典           |
| -------- | -------------- | ------------------ | -------- | ------------ | ------- | -------------------------------------------- | -------------- |
| 1        | 2000年4月1日   | ロータス・エスプリ | 29位     | 32位         | 15/29周 | ロウズ・モーター・スピードウェイ             | Motorsport.com |
| 2        | 2000年5月21日  | ロータス・エスプリ | 31位     | 18位         | 27/27周 | モスポート・インターナショナル・レースウェイ | Motorsport.com |
| 3        | 2000年5月27日  | ロータス・エスプリ | 38位     |              |         | ライム・ロック・パーク                       | Motorsport.com |
| 8        | 2000年10月15日 | ポルシェ・911 GT3  | 32位     | 25位         | 25/26周 | ラグナ・セカ・レースウェイ                   | Motorsport.com |
| 9        | 2000年10月29日 | ポルシェ・911 GT3  | 25位     | 25位         | 29/30周 | ラスベガス・モーター・スピードウェイ         | Motorsport.com |

## 著書
- 1974: Le Livre qui dit la vérité
  - 日本語訳：真実を告げる書
- 1975: Les extra-terrestres m'ont emmené sur leur planète
  - 日本語訳：不死の惑星への旅
- 1978: La géniocratie
  - 日本語訳：天才たちに権力を!!――天才政治
- 1979: Accueillir les extra-terrestres
  - 日本語訳：地球人は実験室で創られた――異星人エロヒムの大啓示
- 1980: La méditation sensuelle
  - 日本語訳：官能瞑想
- 1992: Le racisme religieux financé par le gouvernement socialiste
  - 日本語訳: フランスの偽善――フランス政府による驚くべき人権無視の実態
- 1995: Vive le Québec libre!
- 2001: Oui au clonage humain
  - 日本語訳: クローン人間にYes!―科学による永遠の生命
- 2003: Le Maitraya
- 2006: Intelligent Design: Message from the Designers
  - 日本語訳: 地球人は科学的に創造された ～創造者からのメッセージ～

## 出演
- 1966: "Sacrée sale gueule"[56]
- 1966: "Dans un verre de vin"[57]
- 1967: "Le Miel et la cannelle" (Honey and cinnamon)[58]
- 1967: "Madam' Pipi" (Mrs. Toilet attendant)[59]
- 1967: "Monsieur votre femme me trompe" (Mister, your wife is cheating on me)[60]
- 1967: "Quand on se mariera" (When we'll get married)[61]

## ドキュメンタリー
- 2022: "Les femmes de Raël ""ラエルの女達"　監督Érika Reyburn　エリカ・レイバーン　カナダデイリーモーシヨン
- 2023: "RaëlQC ""カナダでのラエル"監督Arnaud Bouquetアルノ・ブッケ カナダユーチューブ動画

## 体験談
- 2025: "J'était son esclave""私は彼の奴隷だった" 著者Lydia Hadjara リディア・ハジャラ 出版社 Cityフランスアマゾン